# Neumühle (Ahorntal)
Neumühle ist ein Gemeindeteil der Gemeinde Ahorntal im Landkreis Bayreuth (Oberfranken, Bayern). Neumühle liegt in der Gemarkung Kirchahorn.

## Geografie
Die Einöde im nordöstlichen Bereich der Fränkischen Schweiz ist etwa zweieinhalb Kilometer von dem ostnordöstlich liegenden Ortszentrum von Kirchahorn entfernt.

## Geschichte
Der Ort wurde 1692 erstmals urkundlich erwähnt.
Bis zum Beginn des 19. Jahrhunderts hatte die Neumühle in der Dorfmarkung von Kirchahorn gelegen, einem Territorium, das der Landeshoheit reichsunmittelbarer Adeliger unterstand. Diese hatten sich in dem zum Fränkischen Ritterkreis gehörenden Ritterkanton Gebürg organisiert, die für die Landeshoheit maßgebliche Dorf- und Gemeindeherrschaft wurde dabei von den Grafen von Schönborn ausgeübt. Die Hochgerichtsbarkeit stand den zum Hochstift Bamberg gehörenden Centamt Waischenfeld zu. Als die reichsritterschaftlichen Territorien in der Fränkischen Schweiz infolge des Reichsdeputationshauptschlusses mediatisiert wurden, wurde damit auch die Neumühle unter Bruch der Reichsverfassung am 1. November 1805 vom Kurfürstentum Pfalz-Baiern annektiert. Damit wurde die Einöde zum Bestandteil der bei der „napoleonischen Flurbereinigung“ in Besitz genommenen neubayerischen Gebiete, was erst im Juli 1806 mit der Rheinbundakte nachträglich legalisiert wurde.
Durch die Verwaltungsreformen im Königreich Bayern wurde Neumühle mit dem Zweiten Gemeindeedikt im Jahr 1818 zum Bestandteil der Ruralgemeinde Kirchahorn. Im Zuge der Gebietsreform in Bayern wurde die Gemeinde Kirchahorn am 1. Januar 1972 ein Bestandteil der neu gebildeten Gemeinde Ahorntal.

## Verkehr
Die aus dem Nordosten von Kirchahorn kommende Staatsstraße 2185 läuft unmittelbar südlich des Ortes vorbei und führt weiter nach Oberailsfeld. Der ÖPNV bedient die Einöde an einer Haltestelle der Buslinie 388 des VGN. Die am schnellsten erreichbaren Bahnhöfe befinden sich in Creußen, Schnabelwaid und Pegnitz. Der nächste Fernbahnhof ist der Hauptbahnhof in Bayreuth.